# Walter Monson
Walter George „Wally” Monson (további becenevei: Pop, Pops, Foxy) (Kanada, Manitoba, Winnipeg, 1908. november 29. – Kanada, Manitoba, Winnipeg, 1988. január 9.) kanadai olimpiai bajnok jégkorongozó.
1928-ban a Elmwood Millionairesszel Manitoba junior bajnokok, majd 1930-ban senior bajnokok.
Ő, ellentétben a csapattársaival, nem a Winnipeg Hockey Clubban játszott, hanem, mint pontkirály, beválogatták a csapatba, ami képviselte Kanadát az 1932. évi téli olimpiai játékokon, a jégkorongtornán, Lake Placidban, mint a kanadai jégkorong-válogatott. Csak négy csapat indult. Oda-visszavágós rendszer volt. Az amerikaiakat legyőzték 2–1-re, majd 2–2-es döntetlent játszottak. A németeket 5–0-ra és 4–1-re győzték le, végül a lengyeleket 10–0-ra és 9–0-ra verték. Ez az olimpia világbajnokságnak is számított, ezért világbajnokok is lettek. 6 mérkőzésen 7 gólt ütött és 4 gólpasszt adott.
Az olimpia után alsóbb ligákban játszott, végül az Egyesült Királyságba ment játszani, ahol bajnok lett. A második világháború után visszatért Kanadába és a Winnipeg Monarchs junior csapat edzőjeként ért el komoly sikereket. Megnyerték az Abbott-kupát, és a Memorial-kupát
1955-ben beválasztották a Brit Jégkorong Hírességek Csarnokába.
2004-ben beválasztották a Manitoba Hockey Hall of Fame-be.